# Laginiopsis
Laginiopsis is een geslacht van weekdieren uit de klasse van de Gastropoda (slakken).

## Soort
- Laginiopsis trilobata Pruvot-Fol, 1922